# Epic-Barcino Terrassa
Epic-Barcino Terrassa, pełna nazwa Xec Epic Casino-Barcino – hiszpański klub szachowy z siedzibą w Terrassie, mistrz kraju z 1998 roku.

## Historia
Klub powstał w 1996 roku poprzez połączenie klubów Xec Escacs i Epic Club. W 1998 roku klub zadebiutował w División de Honor. Zespół zdobył wówczas tytuł mistrzowski, wyprzedzając o półtora punktu drugi w klasyfikacji UGA Barcelona. W sezonie 1999 zespół zajął dziewiąte miejsce i spadł z ligi.
Zawodnikami klubu byli m.in. David García Ilundáin, Wladimir Hakopian, Atanas Kolew, Joan Mellado Triviño, Karen Mowsisjan, Walerij Sałow, Aleksiej Szyrow, Arturo Vidarte Morales i Elizbar Ubiława.